# アーカム (バンド)
アーカム (Arkham)は、ベルギーのロック・バンド。

## 来歴
- 1968年

アラン・ピエール、ミシェル・ロヴィーヴ、ディノ・レオナルディ、パトリック・コノー、ダニエル・ドゥニでナイヴス・アンド・アクシズを結成。ドアーズ、ピンク・フロイド、ジミ・ヘンドリックス、クリーム等のカヴァーを演奏していた。
- 1969年

ソフト・マシーンのコンサートを見て衝撃を受けたドゥニが、ジャン=リュック・マンドゥリエと意気投合して新たにバンド結成に動き出す。
- 1970年

5月にクロード・ベルコヴィッチ加入。
10月にベルコヴィッチ脱退、元ナイヴス・アンド・アクシズのコノー加入。
- 1971年

9月末にコノー脱退、パオロ・ラドーニ加入。それまでの複雑な曲調からインプロヴィゼーションを指向する様になる。
- 1972年

ラドーニ脱退。
クロード・ドゥロン、フランソワ・アルノドー(一回のコンサートのみで脱退)加入。
マンドゥリエ、ドゥニがマグマのクリスチャン・ヴァンデから、マグマ加入を要請される。
5月にマンドゥリエ、ドゥニ、ラドーニ、ヴァンサン・ケニの編成で2回コンサートを行い解散。

その後、マンドゥリエ、ドゥニはマグマに加入。
ドゥニは数回のコンサートのみで脱退したが、マンドゥリエは1974年3月までマグマに在籍し、重要作『呪われし地球人たちへ (Mekanïk Destruktïw Kommandöh)』の録音に参加した。
ドゥニはドゥロンと1973年にネクロノミコンを結成、1974年にユニヴェル・ゼロに改名した。

## メンバーと担当楽器

### ナイヴス・アンド・アクシズ (Knives And Axes) 1968年
- アラン・ピエール (Alain Pierre) - ボーカル
- ミシェル・ロヴィーヴ (Michel Rovive) - オルガン
- ディノ・レオナルディ (Dino Lionardi) - ギター
- パトリック・コノー (Patrick Cogneaux) - ベース
- ダニエル・ドゥニ (Daniel Denis) - ドラム

### 第1期 1970年5月 - 10月
- ジャン=リュック・マンドゥリエ (Jean-Luc Manderlier) - オルガン、エレクトリック・ピアノ、シンセサイザー
- ダニエル・ドゥニ (Daniel Denis) - ドラム
- クロード・ベルコヴィッチ (Claude "Piccolo" Berkovitch) - ベース

### 第2期 1970年10月 - 1971年9月
- ジャン=リュック・マンドゥリエ (Jean-Luc Manderlier) - オルガン、エレクトリック・ピアノ、シンセサイザー
- ダニエル・ドゥニ (Daniel Denis) - ドラム
- パトリック・コノー (Patrick Cogneaux) - ベース

### 第3期 1971年9月 - 1972年
- ジャン=リュック・マンドゥリエ (Jean-Luc Manderlier) - オルガン、エレクトリック・ピアノ、シンセサイザー
- ダニエル・ドゥニ (Daniel Denis) - ドラム
- パオロ・ラドーニ (Paolo Radoni) - ギター、ベース

### 第4期 1972年
- ジャン=リュック・マンドゥリエ (Jean-Luc Manderlier) - オルガン、エレクトリック・ピアノ、シンセサイザー
- ダニエル・ドゥニ (Daniel Denis) - ドラム
- クロード・ドゥロン (Claude Deron) - エレクトリック・フリューゲルホルン、トランペット
- フランソワ・アルノドー (Francios Arnaudeau) - ギター (1回のコンサートのみで脱退)

### 第5期 1972年
- ジャン=リュック・マンドゥリエ (Jean-Luc Manderlier) - オルガン、エレクトリック・ピアノ、シンセサイザー
- ダニエル・ドゥニ (Daniel Denis) - ドラム
- クロード・ドゥロン (Claude Deron) - エレクトリック・フリューゲルホルン、トランペット

+
- クリスチャン・ラモン (Christian Ramon) - ベース (ゲスト/4.28のライブ)

### 第6期 1972年5月
- ジャン=リュック・マンドゥリエ (Jean-Luc Manderlier) - オルガン、エレクトリック・ピアノ、シンセサイザー
- ダニエル・ドゥニ (Daniel Denis) - ドラム
- パオロ・ラドーニ (Paolo Radoni) - ギター、ベース
- ヴァンサン・ケニ (Vincent Kenis) - ギター

解散コンサートを行った。

### ネクロノミコン (Necronomicon) 1973年
- ダニエル・ドゥニ (Daniel Denis) - ドラム
- クロード・ドゥロン (Claude Deron) - トランペット
- ロジェ・トリゴー (Roger Trigaux) - ギター
- ギ・セジュール (Guy Segers) - ベース
- パトリック・アナピエ (Patrick Hanappier) - ヴァイオリン
- ジョン・ヴァン・リーメナン (John Van Rymenant) - サックス
- ヴァンサン・モトゥーユ (Vincent Motoulle) - キーボード

1974年にユニヴェル・ゼロに改名。

## ディスコグラフィ

### コンピレーション・アルバム
- 『アーカム - 闇の中の幻』 - Arkham (2002年) ※第1期-第2期、第5期のライブ音源、リハーサル音源を収録している